# Bernard van Saksen-Weimar-Eisenach

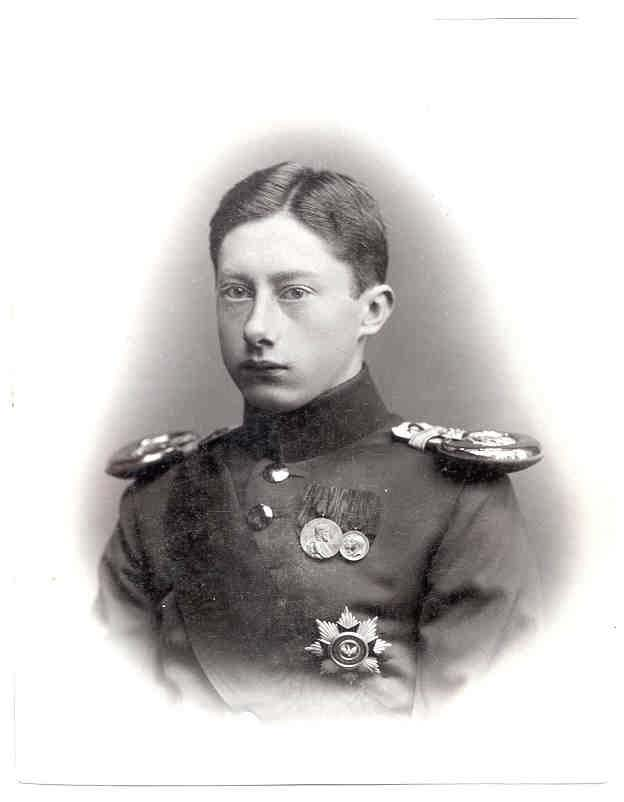
Bernard van Saksen-Weimar-Eisenach

Bernard Karel Alexander Herman Hendrik Willem Oscar Frederik Frans Peter van Saksen-Weimar-Eisenach (Weimar, 18 april 1878 - aldaar, 1 oktober 1900) werd geboren als tweede en laatste zoon van de erfgroothertog van Saksen-Weimar-Eisenach, Karel August en zijn vrouw Pauline van Saksen-Weimar-Eisenach.
In 1897 stierf zijn grootmoeder Sophie van Oranje-Nassau, prinses der Nederlanden, die op dat moment kroonprinses in haar geboorteland was. Daarvoor was zijn vader de erfgroothertog, Karel August ook al overleden. Diens oudste zoon was Willem Ernst van Saksen-Weimar-Eisenach. Deze zou de troon van Saksen-Weimar-Eisenach na de dood van zijn grootvader beërven. Aangezien Bernard de tweede zoon was van Karel August, en de kroon van Saksen-Weimar-Eisenach niet droeg, werd hij van 1897 tot zijn dood in 1900 in Nederland als kroonprins gezien.